# Pikrinsav
| Pikrinsav |                                                   |
| \| \| \| |                                                   |
| IUPAC-név | 2,4,6-trinitrofenol                               |
| Más nevek | TNP                                               |
| Kémiai azonosítók                                                                                               |                                                   |
| CAS-szám | 88-89-1                                           |
| PubChem | 6954                                              |
| ChemSpider | 6688                                              |
| EINECS-szám | 201-865-9                                         |
| DrugBank | DB03651                                           |
| ChEBI | 46149                                             |
| RTECS szám | TJ7875000                                         |
| SMILES | O=[N+]([O-])c1cc(cc([N+]([O-])=O)c1O)[N+]([O-])=O |
| InChIKey | OXNIZHLAWKMVMX-UHFFFAOYSA-N                       |
| Beilstein | 423400                                            |
| Gmelin | 5312                                              |
| UNII | A49OS0F91S                                        |
| ChEMBL | CHEMBL108541                                      |
| Kémiai és fizikai tulajdonságok                                                                                 |                                                   |
| Kémiai képlet                                                                                                   | C6H3N3O7                                          |
| Moláris tömeg                                                                                                   | 229,11 g/mol                                      |
| Megjelenés | Sárga színű, szilárd                              |
| Sűrűség | 1,76 g/cm³ (20 °C)                                |
| Olvadáspont | 122 °C                                            |
| Forráspont | 214 °C-on robban                                  |
| Oldhatóság (vízben)                                                                                             | Rossz: 14 g/l, 20 °C                              |
| Savasság (pKa)                                                                                                  | 0,33                                              |
| Veszélyek |                                                   |
| EU osztályozás                                                                                                  | Robbanásveszélyes (E) Mérgező (T)                 |
| NFPA 704 | 3 4                                               |
| R mondatok | R3, R4, R23/24/25                                 |
| S mondatok | (S1/2), S28, S35, S36/37, S45                     |
| Lobbanáspont | 150 °C                                            |
| LD50 | 200 mg/kg (patkány, szájon át)                    |
| Ha másként nem jelöljük, az adatok az anyag standardállapotára (100 kPa) és 25 °C-os hőmérsékletre vonatkoznak. |                                                   |
| |                                                   |

A pikrinsav (hivatalos nevén 2,4,6-trinitrofenol) egy szerves vegyület, a fenol három nitrocsoportot (-NO2) tartalmazó származéka. Sárgás színű kristályokat alkot. Erősen keserű ízű, a neve is innen ered: görögül pikrosz (πικρός) = keserű.
Hideg vízben rosszul, etanolban jól oldódik. Erős sav, a sóit pikrátoknak nevezik.

## Felfedezése, története
A pikrinsavat először Peter Woulfe állította elő 1771-ben. Kristályos állapotban először a selyem salétromsavas lebontásával sikerült kinyerni. (A selyem salétromsavas lebontásakor a selyemfehérjét felépítő egyik aminosav, a tirozin alakul pikrinsavvá.)
A szabad pikrinsavat régen melinit, ekrazit, vagy liddit néven robbanószerként használták.

## Kémiai tulajdonságai
A pikrinsav egyértékű, erős sav. Sárga színű vizes oldata erősen savas kémhatású. A lakmuszt vörösre színezi. A savas jellegét a benne található fenolos hidroxilcsoport adja. Savi erősségét jelentősen növeli a benzolgyűrűhöz kapcsolódó három nitrocsoport elektronszívó hatása. Óvatos hevítés hatására szublimál, hirtelen melegítésre felrobbanhat. A nehézfémekkel (például vassal, nikkellel, krómmal, de különösen az ólommal) alkotott sói nagyon robbanékonyak, hevítésre vagy ütésre is robbannak.

## Előállítása
A pikrinsav előállítására többféle módszer is létezik. Előállítható klórbenzolból nitráló eleggyel, ekkor 2,4-dinitro-klórbenzol keletkezik. Ezt szódaoldattal 2,4-dinitrofenollá alakítják, majd ezt nitrálják tovább.
Előállítható fenolból szulfonálással (a szulfonálás SO3H csoport bevitelét jelenti), majd tömény salétromsavval is.

## Felhasználása
A pikrinsavat fehérjék kicsapására használják. A kreatinin laboratóriumi kimutatására is felhasználható, mert vörös színeződést ad ennek jelenlétében. A pikrinsav sói, mint például az ammónium-pikrát, robbanószerek.

## Érdekesség
Pikrinsavat (akkoriban ekrazit néven nevezték) használt Matuska Szilveszter a Biatorbágyi merénylet során.